# Adrianne Curry

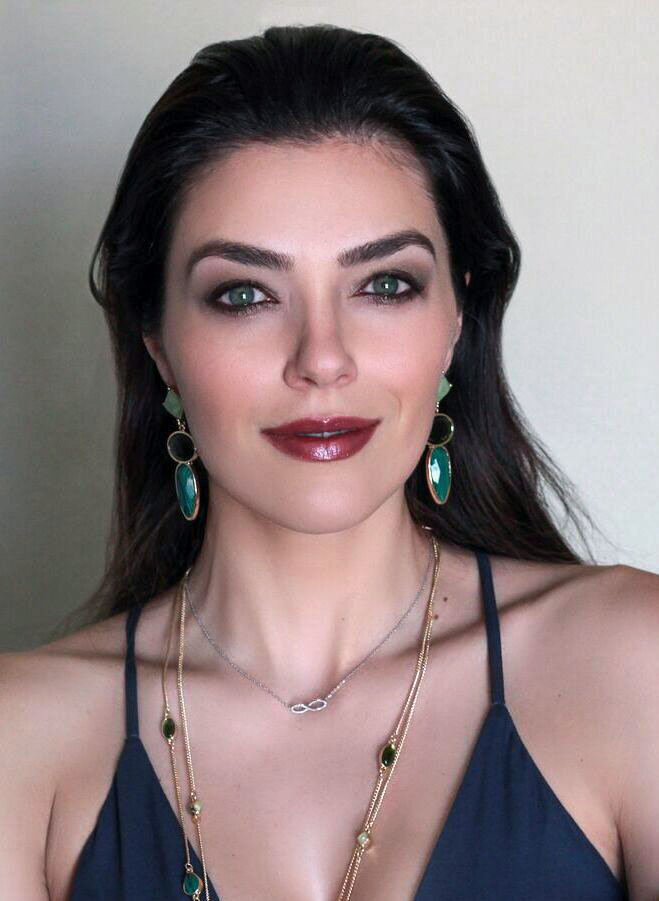
Adrianne Marie Curry (2018)

Adrianne Marie Curry (* 6. August 1982 in Joliet, Illinois) ist ein US-amerikanisches Model, Schauspielerin und Filmproduzentin.

## Leben
Curry stammt aus eher ärmlichen Verhältnissen, musste die High-School vorzeitig verlassen und hielt sich anschließend mit Jobs als Kellnerin über Wasser, unter anderem bei Hooters, bis sie bei America’s Next Top Model teilnahm und dort gewann. Ihre Mutter und sie sind mehrmals auf falsche Model-Scouts hereingefallen, die sie um viel Geld betrogen haben. Während ihrer Zeit bei America’s Next Top Model ließ sie öfter verlauten, dass ihre Familie hoch verschuldet war. In der Show fiel sie durch ihren enormen Ehrgeiz auf, der besonders in Erscheinung trat, als sie in der dritten Folge trotz einer schweren Lebensmittelvergiftung an der Entscheidung und dem dazugehörigen Wettbewerb teilnahm.
2003 war Curry in zwei Folgen der US-Comedy-Serie Half and Half in der Rolle der Roberta zu sehen. Im Februar 2006 war sie auf dem Cover der US-Ausgabe des Playboys. Für die im Heft abgedruckten Nacktfotos erhielt sie eine Gage von einer Million US-Dollar. Im gleichen Jahr spielte sie in dem Thriller Fallen Angels eine Nebenrolle.
Curry war von 2006 bis 2012 mit dem Schauspielkollegen Christopher Knight verheiratet.

## Filmografie (Auswahl)
- 2003: Half and Half (Comedy-Serie, zwei Episoden)
- 2005: Hot Properties (Fernsehserie, eine Episode)
- 2006: Fallen Angels
- 2008: Light Years Away
- 2008: Jack Rio
- 2015: Tales of Halloween